# Pájaros (película)
Pájaros es una película española de comedia dramática de carretera dirigida por Pau Durà, quien la coescribió junto a Anna M. Peiró. Está protagonizada por Javier Gutiérrez, Luis Zahera y Teresa Saponangelo. Tiene previsto su estreno en cines españoles para el 5 de abril de 2024, con distribución de Filmax.

## Reparto
- Javier Gutiérrez como Colombo
- Luis Zahera como Mario
- Teresa Saponangelo como Elisabetta

## Producción
A finales de 2020, se anunció que el actor Pau Durà estaba desarrollando su entonces segunda película, Pájaros, cuyos derechos habían sido comprados por RTVE en julio de ese año. En marzo de 2022, se anunció que el rodaje de la película comenzaría en agosto de ese año. Debido a la falta de financiación de una productora valenciana, Durà anunció que algunas escenas de la película que estarían ambientadas en La Albufera se rodarían en su lugar en el Delta del Ebro.
En septiembre de 2022, se confirmó que Javier Gutiérrez, Luis Zahera y Teresa Saponangelo serían los protagonistas de la película. El rodaje concluyó en octubre de 2022 en Constanza (Rumanía), habiendo tenido lugar también en otras ciudades europeas como Turín o Barcelona.
El presupuesto total de la película es de 2.5 millones de euros, incluyendo un millón de euros proveniente de las ayudas generales del ICAA.

## Lanzamiento y marketing
En enero de 2024, Filmax anunció que estrenaría la película en cines españoles el 5 de abril de 2024.

## Recepción

### Taquilla
En su primera semana, Pájaros se estrenó en 117 cines, coincidiendo principalmente con los estrenos de Matusalén, La primera profecía, Freelance, Johnny Puff: Misión secreta y Pequeñas cartas indiscretas, entre otras cintas.

### Crítica
Pájaros ha recibido críticas generalmente positivas por parte de los críticos. Francisco Griñán del diario Sur le dio a la película tres estrellas de cinco, diciendo que "si [la película] vuela alto [...] es por la expansiva cotorra [Javier] Gutiérrez y la esquiva grulla [Luis] Zahera" y que ambos actores "están para premio. Pero para una Biznaga al mejor actor ex aequo porque un personaje no se entiende sin el otro", además de apreciar el personaje de Zahera como "muy alejado de los clichés que le suelen dar", concluyendo que es "[la] mejor película [de Pau Durà], la más completa y la más entrañable por mucho que estos dos pajarracos nos recuerden otras películas de parejas similares". Pablo de Santiago de deCine21.com le dio a la película un 6 de 10, diciendo que Durá "firma sin duda su mejor trabajo detrás de las cámaras", describiéndola como "una 'road movie' en donde también de modo sutil y abrupto se va produciendo un acercamiento entre dos personas muy distintas" y el resultado como "entretenido", además de elogiar las interpretaciones de Zahera y Gutiérrez, escribiendo que es donde la película "destaca sobremanera", aunque criticó que Durá "prefiere dejar muchas cuestiones sin resolver, confusas quizá" y a pesar de describir el desenlace como "correcto", también dijo que "sabe a poco, da la sensación de que podría haber sido más redondo". Sofía López de FilaSiete también le dio tres estrellas de cinco, destacando como lo mejor de la cinta "el estupendo duelo interpretativo de los dos grandes actores [Zahera y Gutiérrez]" y diciendo de su historia que "a veces fluye lenta, algo pesada, pero cuenta con toques de comedia que oxigena a ratos este ambiente, más bien sombrío y triste", además de elogiar la fotografía y la música, escribiendo al principio de la crítica que es "la [película] más interesante [de Durá] hasta ahora".
Alfonso Rivera de Cineuropa dijo que la cinta "puede sonar a película 'entrañable' ya muy vista [...] pero tanto el humor irónico que destila como el nivelazo de sus intérpretes [...] logra alcanzar una buena cuota de emoción y empatía" y que "con cierta melancolía impregnándolo todo, la comedia y el drama viajan junto a estos antihéroes que [...] acaban haciendo cosas más interesantes que, simplemente, orinar juntos a un lado de la carretera", además de elogiar las actuaciones tanto de Gutiérrez como especialmente de Zahera, describiendo esta última como "impresionante", a pesar de criticar su música "demasiado presente y enfática." Lucía Ruiz de El Palomitrón describió la película como "una película luminosa que muestra unos personajes imperfectos como la vida misma, lo que nos hará más fácil sentirnos identificados con ellos", además de elogiar los papeles de Gutiérrez y Zahera como "dos titanes de la interpretación que por fin se reúnen en escena" y destacando sobre todo a Zahera "en un papel más frágil y tierno que nos ha encandilado a todos los espectadores". Noé R. Rivas de Mindies dijo que Durá "construye un relato que combina hábilmente el drama y la comedia, aprovechando las diferentes personalidades de sus protagonistas para generar situaciones que oscilan entre lo cómico y lo conmovedor" y destacó "la forma en que explora la fragilidad masculina y la búsqueda de redención", además de elogiar las interpretaciones de Gutiérrez y Zahera como "sobresalientes" y decir de la dirección de Durá que "se caracteriza por una mirada íntima y sensible hacia sus personajes", aunque criticó el ritmo como "demasiado pausado" y dijo que "ciertos giros argumentales pueden parecer poco creíbles o forzados".
Toni Vall de Cinemanía le dio a la película cuatro estrellas de cinco, describiendo la película como "madura, profunda [y] conmovedora" y su final como "precioso y doloroso", además de elogiar los papeles de Zahera y Gutiérrez como "fabulosos". Mario Hernández de mundoCine también le dio a la película cuatro estrellas de cinco, diciendo que "a simple vista, Pájaros puede parecer una 'road movie' más en la que dos personas totalmente diferentes están obligadas a entenderse por razones egoístas [...] [pero] no es para nada el enfoque principal que tiene la cinta" y que el guion es "capaz de crear dos personajes que se complementan a la perfección, y que forman parte de dos caras de una misma moneda", además de añadir que las interpretaciones de Zahera y Gutiérrez "nos dejan dos de los reflejos más humanos de este inicio de año", concluyendo que la cinta " conforma una conmovedor pero divertido melodrama, que usa la comedia para sanar las heridas que deja las decisiones del pasado, y que pone en valor el lado más puro y cálido de la amistad". Jesús Usero de AcciónCine también le dio a la película cuatro estrellas de cinco, describiéndola como un "proyecto pequeño y del que no sabíamos demasiado, que entra con fuerza desde sus primeros compases y que se convierte en un arrebatador relato humano y cercano" y que Durá "consigue aquí su mejor trabajo detrás de las cámaras", además de añadir que Gutiérrez y Zahera "se enfrentan a personajes que se separan de lo que les hemos visto hacer recientemente y nos descubren el brutal talento que hay detrás de ambos", además de describir la puesta en escena como "maravillosa", concluyendo que es "un conmovedor y emotivo relato que merece muchísimo la pena".
En una crítica negativa a la película, Víctor A. Gómez de La Opinión de Málaga dijo que aunque Pájaros es la mejor película de Durá, "eso no significa que sea una buena película" y aunque le dio crédito en que "sabe encontrar muy pronto su tono" y elogió los papeles de Gutiérrez y Zahera como "impepinables", también dijo que "no se va más allá" y expresó la sensación "de que al director se le escapan sus criaturas y éstas toman el control y, como no saben contarse a sí mismas, todo termina descarrilándose", además de describir el acercamiento de Durá a los personajes de la película como "blando, no hay rugosidades ni asperezas, no hay mordiente, todo es agradable pero inofensivo" y finalmente lamentar que "aquí había material para algo más".